# Espirea crenada
Espirea crenada (Spiraea crenata) és una espècie de plantes amb flors. Té una distribució disjunta al centre-sud de l'Europa oriental (sarmàtica) i als Països Catalans (només a la Serra del Montsec i Plana de Vic).

## Morfologia
Arbust nanofaneròfit caducifoli fa de 0,5 a 2 m, molt ramificat amb branquillons rogencs, fulles de 0,5 a 3 cm obovato-cuneiformes més o menys crenades a la part superior amb tres nervis molt visibles. Flors al maig-juny en corimbes simples amb pètals blancs més curts que els estams. Fruit, format per 5 fol·licles, que fa uns 2-3 mm.
Creix en rouredes i boixedes sobre terreny calcari.